# Jan Květina
Jan Květina (* 1986) je český historik a politolog zaměřující se na dějiny Polska a polské politiky.

## Životopis
Narodil se jako nejmladší syn farmakologa Jaroslava Květiny, jeho bratrem je archeolog Petr Květina. Od roku 2005 studoval politologii a historii na Filozofické fakultě Univerzity Karlovy. Roku 2008 získal titul Bc. z politologie s bakalářskou prací na téma „Neoslavismus a polská otázka“, o rok později obhájil bakalářskou práci „Otázka stability moci v polském státě: analýza politického rozhodovacího procesu za vasovské dynastie“ a získal titul Bc. z historie. Roku 2010 získal magisterský titul, o rok později i malý doktorát (PhDr.). V roce 2018 obhájil disertační práci „Republikánský mýtus polské aristokracie: Raně novověké pojetí politické identity Stanisława Orzechowského a Andrzeje Frycze Modrzewského“ a získal titul Ph.D. Během studií se zúčastnil stáží např. na Oxfordské univerzitě či na Univerzitě v Łódźi.
V letech 2007 až 2020 vyučoval na Gymnáziu J. K. Tyla v Hradci Králové a od roku 2012 též působil na katedře politologie FF UK. Od roku 2017 působí na Katedře politologie a humanitních studií Metropolitní univerzity Praha. Roku 2019 nastoupil do Historického ústavu Akademie věd ČR, kde pracuje jako vedoucí oddělení moderních transnacionálních a intelektuálních dějin. Vyučuje též na Filozofické fakultě Univerzity Hradec Králové, na níž od ledna 2024 působí na pozici proděkana pro vědu a výzkum. Je často zván do médií jako politolog a odborník na současné Polsko.

### Ocenění
- 2021 – Prémie Otto Wichterleho[15]
- 2023 – Cena Mariana Szyjkowského za nejlepší disertační práci o Polsku od roku 2013[16]

## Dílo
- Šlechtická demokracie: parlamentarismus v polsko-litevském státě v 16.-17. století, 2011
- Mýtus republiky. Identita a politický diskurz raněnovověké polské šlechty, 2019